# Balaenoptera borealis
La balenottera boreale (Balaenoptera borealis Lesson, 1828) è una balena con i fanoni; dopo la balenottera azzurra e quella comune è la terza specie più grande tra le balenottere. Può essere avvistata negli oceani di tutto il mondo e nei mari adiacenti, ma preferisce le profonde acque al largo della costa. Tende ad evitare le acque polari e tropicali e quelle dei mari troppo chiusi. Ogni anno trascorre l'estate in acque fredde e subpolari, per poi migrare d'inverno verso acque temperate e subtropicali; tuttavia, nella maggior parte delle aree in cui vive le rotte migratorie non sono ben conosciute.
Questa balenottera raggiunge i 20 metri di lunghezza e le 50 tonnellate di peso. Ogni giorno consuma in media 900 chili di cibo, costituito soprattutto da copepodi, krill e da altro zooplancton. È una tra le specie più veloci di Cetacei e su brevi distanze può raggiungere velocità di 50 chilometri all'ora (27 nodi). Il nome inglese di questa balenottera, Sei Whale, deriva dal termine norvegese per indicare il pollock, un pesce che compare al largo delle coste della Norvegia nello stesso periodo dell'anno della balenottera boreale.
In seguito alla caccia commerciale su larga scala, quando, tra la fine del diciannovesimo e quella del ventesimo secolo, vennero catturati più di 238.000 esemplari, la balenottera boreale è ora una specie internazionalmente protetta, nonostante ogni anno ne venga catturato qualche esemplare nel corso dei controversi programmi di ricerca condotti da Islanda e Giappone. Nel 2006, la sua popolazione globale era di 54.000 esemplari, circa un quinto di quella che era prima che venisse cacciata intensamente.

## Tassonomia e nomenclatura

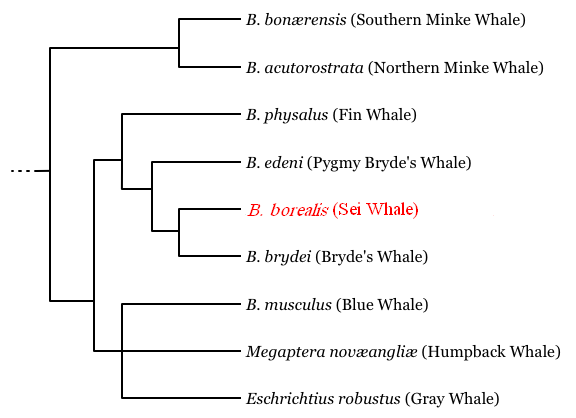
Un cladogramma che mostra le relazioni che intercorrono tra le balene con i fanoni. La balenottera boreale è segnata in rosso. Cliccare sull'immagine per ingrandire.

Questa specie è stata descritta per la prima volta da René Primevère Lesson nel 1828, ma una sua descrizione ulteriore è stata data anche da Karl Asmund Rudolphi, e per questo motivo è nota anche come balenottera di Rudolphi, oltre che come balenottera dei pollock, dei pesci carbone, delle sardine, o come balenottera del Giappone.
Il termine Sei, utilizzato per indicare questa balenottera in inglese, deriva dalla parola norvegese sei usata per indicare il pollock, noto anche come pesce carbone, un parente stretto del merluzzo. Le balenottere comuni apparivano al largo delle coste della Norvegia nello stesso periodo del pollock, entrambi per nutrirsi dell'abbondante plancton. Il nome specifico, borealis, è una parola latina che significa settentrionale. Nel Pacifico, a questa balenottera era stato dato il nome di balenottera del Giappone (Japan Finner; «finner» era un termine comunemente usato per indicare le balenottere). In giapponese veniva chiamata iwashi kujira, o balena delle sardine, dato che nel Pacifico questa specie era stata vista nutrirsi di questi pesci.
La balenottera boreale appartiene alla famiglia dei Balenotteridi, gruppo di balene con i fanoni che comprende anche la megattera, la balenottera azzurra, la balenottera di Bryde, la balenottera comune e la balenottera minore. Uno dei vecchi termini per indicare le balenottere, rorquali, deriva dalla parola norvegese røyrkval, che significa «balena rugosa», poiché i membri di questa famiglia possiedono una serie di solchi longitudinali, o pieghe, che, partendo da sotto la bocca, continuano per gran parte della regione inferiore. Si ritiene che la famiglia dei Balenotteridi si sia separata dalle altre famiglie del sottordine dei Misticeti, detti anche balene con i fanoni o grandi balene, nel Miocene medio. Tuttavia, poco sappiamo di quando i membri delle varie famiglie di Misticeti, compresi i Balenotteridi, si siano separati gli uni dagli altri.
Sono state identificate due sottospecie - la balenottera boreale settentrionale (Balaenoptera borealis borealis) e la balenottera boreale meridionale (Balaenoptera borealis schleglii). Le due sottospecie sono geograficamente separate l'una dall'altra e i loro areali non si sovrappongono.

## Descrizione e comportamento

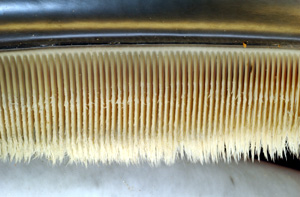
Primo piano dei fanoni. Essi vengono utilizzati per filtrare il cibo dall'acqua.

La balenottera boreale è la terza specie più grande della famiglia dei Balenotteridi, dopo la balenottera azzurra (190 tonnellate) e la balenottera comune (77 tonnellate). Gli adulti misurano generalmente tra i 12 e i 16,8 metri e pesano 15-30 tonnellate. La sottospecie meridionale è più grande di quella settentrionale; inoltre, le femmine sono considerevolmente più grandi dei maschi. L'esemplare più grosso mai misurato era un esemplare lungo 19,8 metri e pesava tra le 44 e le 50 tonnellate. Tuttavia, l'esemplare più grande catturato al largo dell'Islanda superava di poco i 16 metri. Alla nascita, un piccolo misura generalmente 4-5 metri di lunghezza.
Il corpo di questo animale è generalmente di color grigio acciaio scuro, con chiazze irregolari dal grigio chiaro al bianco sulla superficie ventrale e nelle regioni adiacenti. La balenottera boreale possiede una serie di 32-60 pieghe o solchi lungo la regione inferiore, le quali durante la nutrizione permettono alla bocca di espandersi notevolmente. Il muso è appuntito e le pinne pettorali sono relativamente corte rispetto a quelle di altre balene, misurando solamente il 9-10% della lunghezza totale, e appuntite alle estremità. Dalla sommità del muso al doppio sfiatatoio, caratteristico delle balene con i fanoni, si estende una specie di cresta.
La pelle della balenottera boreale è spesso segnata da pieghe e ferite che, dopo essere guarite, divengono bianche cicatrici. Si ritiene che esse siano provocate da copepodi ectoparassiti (Penella spp.), lamprede (famiglia Petromizontidi), o, forse, dagli squali «cookie-cutter» (Isistius brasiliensis). La pinna dorsale, bassa e a forma di falce, raggiunge un'altezza di 25-61 centimetri ed è situata a circa due terzi della lunghezza testa-coda. La forma della pinna dorsale, l'aspetto della pigmentazione e le cicatrici vengono utilizzati dagli scienziati negli studi di foto-identificazione. La coda è spessa, ma i suoi lobi, rispetto alle dimensioni del corpo, sono relativamente piccoli.
La balenottera boreale è un animale filtratore che utilizza i suoi fanoni per ricavare il cibo dall'acqua aprendo la bocca e ingoiandone grandi quantità contenenti il cibo, per poi spingerla di nuovo fuori, ma non prima di avere trattenuto il cibo all'interno della bocca. Ad ogni lato della bocca sono presenti 300-380 fanoni di colore nero-cenere, lunghi circa 48 centimetri. Ognuno di essi, come le nostre unghie, è formato da una lamina di cheratina che all'interno della bocca, nei pressi della lingua, si sfilaccia in una serie di sottili peli biancastri. L'estrema sottigliezza delle setole dei fanoni della balenottera boreale (circa 0,1 mm) viene spesso citata come l'aspetto più caratteristico che differenzia questa specie da tutte le altre balene con i fanoni.
Per quanto riguarda l'aspetto, è molto simile ad altre balenottere. Il miglior modo per distinguerla dalla balenottera di Bryde, oltre alle differenze nei fanoni, sta nell'osservare la testa: quella di Bryde, infatti, presenta sulla superficie dorsale del capo una cresta laterale. Balenottere boreali piuttosto grandi possono essere confuse con la balenottera comune, anche se è facilmente individuabile la mancanza della caratteristica colorazione asimmetrica della testa propria di quest'ultima: infatti, il lato destro della mascella inferiore della balenottera comune è bianco, mentre quello sinistro è grigio. Se vista di fianco, il margine superiore della testa della balenottera boreale forma un piccolo arco tra l'estremità del muso e l'occhio, mentre il profilo di quella comune è relativamente piatto.
Le balenottere boreali si spostano solitamente da sole o in piccoli gruppi composti da un massimo di sei esemplari. In zone di foraggiamento particolarmente floride sono stati tuttavia osservati anche gruppi più numerosi. Conosciamo molto poco sulla loro struttura sociale. Tra i maschi e le femmine potrebbe formarsi un certo legame, ma per stabilire questo con sicurezza le prove a nostra disposizione sono ancora insufficienti.
La balenottera boreale è uno dei Cetacei più veloci. Su brevi distanze può raggiungere la velocità di 50 chilometri all'ora (27 nodi). Tuttavia, non effettua grandi immersioni, rimanendo sommersa solo per un periodo che va dai cinque ai quindici minuti. Tra un'immersione e l'altra, nuota presso la superficie per alcuni minuti, il che la rende ben visibile in acque chiare e calme, soffiando ad intervalli di circa 40-60 secondi. Diversamente dalla balenottera comune, non tende a mostrare troppo il suo corpo quando si immerge. Gli sfiatatoi e la pinna dorsale sono spesso esposti simultaneamente sulla superficie dell'acqua. Questa balenottera non estende quasi mai la coda sopra la superficie e salta fuori dall'acqua solo molto raramente.

### Nutrizione

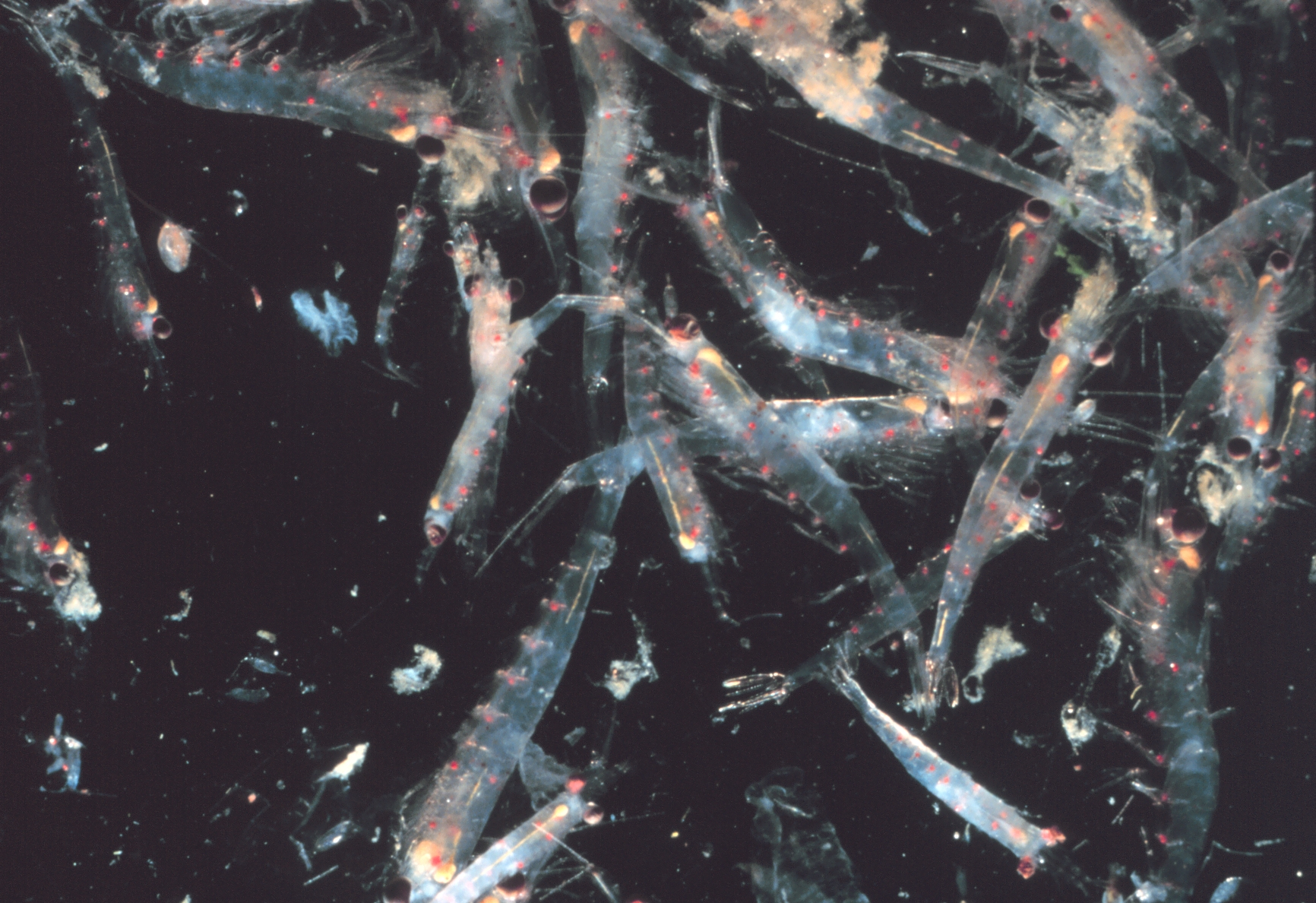
Sciame di krill, invertebrati marini simili a gamberetti che costituiscono una delle fonti di cibo principali della balenottera boreale.

La balenottera boreale si nutre nei pressi della superficie, nuotando di lato attraverso gli sciami di prede per ricavare ogni giorno almeno 900 chili di cibo. Per un animale di queste dimensioni è cosa piuttosto insolita nutrirsi di animali posti così in basso nella catena alimentare, come zooplancton e piccoli pesci. La preferenza per lo zooplancton è stata determinata dalle analisi degli stomaci e dall'osservazione diretta del comportamento alimentare. Inoltre, è stato pure analizzato il materiale fecale di questa specie, ritrovato nei pressi dell'animale sotto forma di una sottile nuvola bruna nell'acqua. Queste feci sono state raccolte con le reti e il materiale genetico da esse estratto è servito a individuare le varie specie predate. La balenottera boreale compete per il cibo con una grande varietà di altre specie, tra cui pesci clupeidi (aringhe e affini), squali elefanti e balene franche.
Nel Nordatlantico, la balenottera boreale si nutre soprattutto di copepodi calanoidi, per la precisione di Calanus finmarchicus, con una preferenza secondaria per gli eufausiidi (krill), in particolare Meganyctiphanes norvegica e Thysanoessa inermis. Nel Nordpacifico, si nutre di specie simili di zooplancton, come i copepodi Calanus cristatus, Calanus plumchrus e Calanus pacificus, e degli eufausiidi Euphausia pacifica, Thysanoessa inermis, Thysanoessa longipes e Thysanoessa spinifera. Inoltre, è noto che mangi anche organismi più grandi, come il calamaro volante giapponese, Todarodes pacificus pacificus, e piccoli pesci, tra cui membri dei generi Engraulis (acciughe), Cololabis (lucci sauri), Sardinops (sardine) e Trachurus (sgombri cavallini). Alcuni di questi pesci sono molto importanti da un punto di vista commerciale. Al largo della California centrale, questa balenottera è stata vista nutrirsi di acciughe tra giugno e agosto, e di krill (Euphausia pacifica) durante settembre e ottobre. Nell'emisfero australe, le sue prede comprendono i copepodi Calanus tonsus, Calanus simillimus e Drepanopus pectinatus, così come gli eufausidi Euphausia superba ed Euphausia vallentini.

### Ciclo vitale
L'accoppiamento avviene d'inverno in mari temperati e subtropicali e si ritiene che il periodo di gestazione sia di 10 mesi e 3/4, 11 mesi e 1/4 o di un anno, a seconda del modello di crescita fetale utilizzato. Le discordanze nel periodo di gestazione sono dovute alla difficoltà di seguire per intero la gestazione di una balenottera; la maggior parte dei dati inerenti alla riproduzione delle balene con i fanoni è stata ricavata da esemplari uccisi dai balenieri, i quali offrono solamente una sola visuale dello sviluppo del feto. In seguito i ricercatori hanno tentato di estrapolare dati sulla base della misurazione e delle caratteristiche fisiche dei feti, confrontandoli inoltre con le balenottere neonate.
Un neonato è svezzato dalla madre a 6-9 mesi di età, quando raggiunge una lunghezza di 11-12 metri, così da essere già in grado di nutrirsi nei territori di foraggiamento in estate o in autunno. Le femmine si riproducono ogni 2-3 anni e, anche se si sono riscontrati casi di esemplari che contenevano fino a 6 feti, solitamente viene dato alla luce un solo piccolo. In entrambi i sessi l'età media della maturità sessuale è di 8-10 anni, quando i maschi raggiungono la lunghezza di circa 12 metri e le femmine di 13. Queste balenottere possono raggiungere i 65 anni di vita.

### Vocalizzazioni
Come altre balene, la balenottera boreale è nota per emettere lunghi ed elevati suoni di bassa frequenza. Sui richiami specifici di questa specie sappiamo ben poco, ma nel 2003 alcuni osservatori al largo delle coste della penisola antartica notarono che questi animali emettevano vari richiami oltre ad altri suoni a banda larga che potrebbero essere descritti come «borbottii» o «sibili». Molti di questi richiami consistevano di parti multiple intervallate da un cambio di frequenza tra una parte e l'altra. Questa combinazione viene utilizzata per distinguere i richiami della balenottera boreale da quelli di altre balene. La maggior parte dei richiami dura circa mezzo secondo ed ha una frequenza di 240-625 hertz; sono perciò ben all'interno della gamma dei suoni udibili dalla maggior parte degli umani. Il massimo livello raggiunto da queste sequenze vocali sono i 156 decibel, relativi ad 1 micropascal (μPa) e ad una distanza di riferimento di un metro.

## Habitat e migrazioni

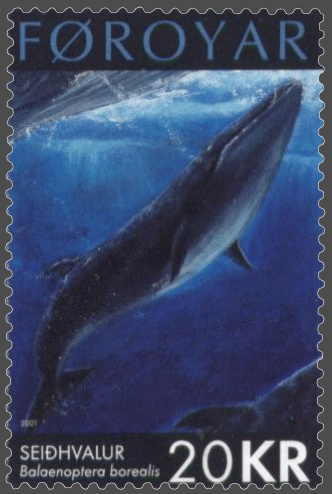
Disegno di balenottera boreale su un francobollo faroese emesso il 17 settembre 2001.

Le balenottere boreali sono diffuse in tutto il mondo, sebbene in acque polari o tropicali si incontrino solo raramente. La difficoltà in mare nel distinguerle dalle loro strette parenti, le balenottere di Bryde e, in alcuni casi, le balenottere comuni, ha creato una certa confusione riguardo ai limiti di diffusione e alla frequenza degli avvistamenti, soprattutto nelle acque calde, dove le balenottere di Bryde sono più comuni.
Nel Nordatlantico, l'areale della balenottera comune si estende nella parte orientale dall'Europa meridionale o dall'Africa nord-occidentale alla Norvegia, e in quella orientale dagli Stati Uniti meridionali alla Groenlandia. Quelle trovate più a sud sono alcuni esemplari spiaggiatisi lungo le coste del Golfo del Messico settentrionale e delle Grandi Antille. In tutto il suo areale, questa balenottera tende a evitare gli specchi d'acqua semi-chiusi, come il Golfo del Messico, il Golfo del San Lorenzo, la Baia di Hudson, il Mare del Nord e il Mar Mediterraneo. Vive prevalentemente in acque profonde, soprattutto oltre la piattaforma continentale, in bacini situati tra scarpate o canyon sottomarini.
Nel Nordpacifico, la balenottera boreale si trova d'inverno tra i 20 e i 23° di latitudine nord, e d'estate tra i 35 e i 50° di latitudine N. Circa il 75% della popolazione totale vive ad est della Linea internazionale del cambio di data, ma vi sono tuttavia significative mancanze di informazioni riguardo alla distribuzione di tutte le balenottere del Nordpacifico. Due balenottere marcate nelle acque profonde al largo della California vennero in seguito ricatturate al largo del Washington e della Columbia Britannica, rivelando così un possibile collegamento tra queste aree, ma la mancanza di altri dati recuperati da esemplari marcati rende questi due casi privi di conclusione. Nell'emisfero australe, la distribuzione estiva, basata sui dati storici delle catture, è compresa tra i 40 e i 50° di latitudine S, mentre quella invernale è sconosciuta.
In generale, la balenottera boreale migra ogni anno dalle acque fredde e subpolari in estate a quelle temperate e subtropicali in inverno, dove il cibo è più abbondante. Nell'Atlantico nord-occidentale, gli avvistamenti e le catture suggeriscono che questa balenottera si sposti verso nord lungo la linea di costa per arrivare nelle aree del Georges Bank, del Canale Nord-orientale e del Browns Bank tra la metà e la fine di giugno. In agosto e settembre è presente al largo delle coste meridionali di Terranova; quando inizia a ritornare verso i territori invernali passa di fronte alla Nuova Scozia tra metà settembre e metà novembre. Le balenottere del Mare del Labrador, invece, a partire dalla prima settimana di giugno, iniziano a spostarsi verso nord fino alle acque a sud-ovest della Groenlandia, dove trascorrono l'estate. Nell'Atlantico nord-orientale, la balenottera boreale sverna a sud, in Africa occidentale, e in primavera segue verso nord la linea della piattaforma continentale. Le femmine adulte che migrano verso nord raggiungono lo Stretto di Danimarca prima e più velocemente degli altri esemplari, arrivando a metà luglio e rimanendovi fino a metà settembre. In alcuni anni, i maschi e le femmine più giovani trascorrono l'estate rimanendo a latitudini inferiori.
Nonostante si conoscano alcuni aspetti generali del comportamento migratorio della balenottera boreale, le rotte esatte non sono note e gli scienziati non possono prevedere facilmente dove i vari gruppi potranno apparire in un certo anno o in quello successivo. In una particolare località vi può essere in un certo anno un grande afflusso di balene e nessuno per diversi anni dopo. F. O. Kapel ha notato una correlazione tra le apparizioni occasionali di balenottere boreali a ovest della Groenlandia e le occasionali incursioni nell'area di acque relativamente calde provenienti dalla Corrente di Irminger. Alcune prove ricavate dalla marcatura di vari esemplari indicano che certe balenottere boreali ritornano al largo delle coste dell'Islanda su basi annuali.

## Caccia

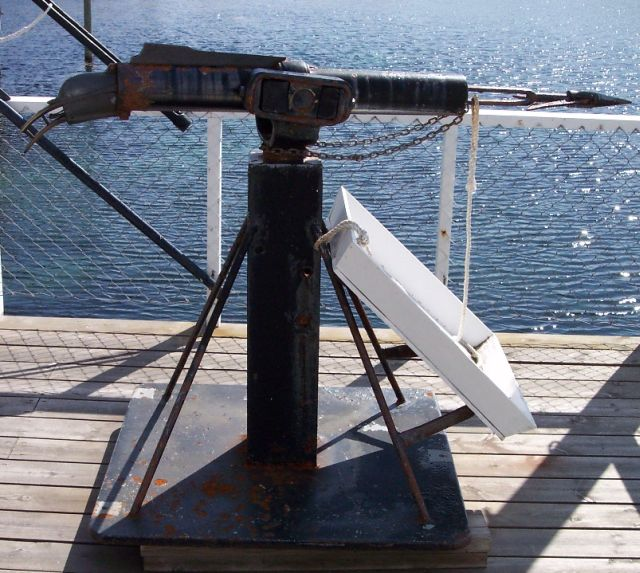
L'arpione di una baleniera.

L'introduzione di arpioni esplosivi e di imbarcazioni alimentate a vapore alla fine del diciannovesimo secolo permise ai balenieri commerciali di sfruttare molte balene prima ritenute non cacciabili. A causa della sua velocità ed elusività, ma soprattutto della poca quantità di olio e carne da essa ricavata rispetto ad altre grandi balene, la balenottera boreale non venne inizialmente cacciata metodicamente. Comunque, quando i banchi delle specie più attraenti da un punto di vista commerciale, le balene franche, le balenottere azzurre, le balenottere comuni e le megattere, iniziarono a rarefarsi, anche questa specie divenne oggetto di caccia, soprattutto tra gli anni '50 e '70.

### Nordatlantico
Tra il 1885 e il 1984, nell'Oceano Atlantico settentrionale, vennero catturate 14.295 balenottere boreali. Tra la fine del diciannovesimo e gli inizi del ventesimo secolo esse venivano uccise in gran numero al largo delle coste della Norvegia e della Scozia, e nel solo 1885, al largo del Finnmark, in Norvegia, ne vennero uccise più di 700. La carne di questa specie era un alimento molto popolare in Norvegia e il suo valore accrebbe notevolmente il numero delle catture agli inizi del ventesimo secolo.
In Islanda, tra il 1948 e il 1985, i balenieri della stazione di Hvalfjörður uccisero in tutto 2574 balenottere boreali. A partire dalla fine degli anni '60 o dagli inizi dei '70, in seguito all'aumento della richiesta di carne, piuttosto che di olio di balena, come invece avveniva un tempo, questa specie divenne il secondo bersaglio principale, dopo la balenottera comune, dei balenieri islandesi.
Alcuni esemplari di balenottera boreale vennero catturati al largo della Penisola iberica agli inizi degli anni '20 da balenieri spagnoli, al largo delle coste della Nuova Scozia alla fine degli anni '60 e nei primi anni '70 da balenieri canadesi e al largo delle coste della Groenlandia occidentale tra gli anni '20 e '50 da balenieri norvegesi e danesi.

### Nordpacifico
Nel Nordpacifico, il numero totale di balenottere boreali uccise dai balenieri commerciali tra il 1910 e il 1975 è di 72.215 esemplari, la maggior parte dei quali catturati dopo il 1947. Le stazioni costiere di Giappone e Corea catturavano ogni anno, tra il 1911 e il 1955, circa 300-600 esemplari. Nel 1959, i giapponesi fecero registrare il record di catture annue con 1340 esemplari. Il vero sfruttamento da parte dei balenieri pelagici nel Nordpacifico, comunque, prese il via con l'inizio degli anni '60, con una media di 3643 catture all'anno tra il 1963 e il 1974 (in tutto vennero uccisi 43.719 esemplari, con una media annua di 1280-6053 catture). Nel 1971, dopo un decennio di catture numerose, la specie iniziò a ridursi nelle acque giapponesi, e nel Nordpacifico occidentale la caccia commerciale a questa specie terminò nel 1975.
Al largo delle coste del Nordamerica, le balenottere boreali vennero cacciate nelle acque al largo della Columbia Britannica tra la fine degli anni '50 e la metà dei '60, quando ogni anno se ne catturavano almeno 14. Tra il 1962 e il 1967 ne vennero uccise comunque più di 2000. Tra il 1957 e il 1971, le stazioni baleniere della California fecero registrare 386 catture. Nel Nordpacifico orientale la caccia commerciale alla balenottera boreale terminò nel 1971.

### Emisfero australe
Nell'emisfero australe, tra il 1910 e il 1979, vennero catturate in tutto 152.233 balenottere boreali. Originariamente negli oceani meridionali si dava soprattutto la caccia alle megattere. A partire dal 1913, essendo divenuta rara questa specie, iniziarono ad aumentare le catture a spese delle balenottere comuni e azzurre. Iniziando a farsi scarse anche queste due, tra la fine degli anni '50 e i primi anni '60, il numero di uccisioni di balenottere boreali accrebbe notevolmente. Il record di catture fu registrato nel 1964, quando vennero uccise più di 20.000 balenottere boreali, ma a partire dal 1976 questo numero era sceso a meno di 2000 e la caccia commerciale a questa specie terminò nel 1977.

### Protezione internazionale

Gli stati membri della Commissione Baleniera Internazionale (in azzurro).

La balenottera boreale non ha ricevuto una significativa protezione a livelli internazionali fino al 1970, quando le quote delle catture nel Nordpacifico iniziarono ad essere stabilite dalla Commissione Baleniera Internazionale (IWC). Prima dell'istituzione di queste quote, l'attività baleniera era limitata solamente dall'abilità di localizzare le balenottere. Nel Nordpacifico alla balenottera boreale venne data piena protezione solo nel 1976; l'anno seguente vennero introdotte le quote di cattura per gli esemplari del Nordatlantico. I banchi dell'emisfero australe divennero protetti nel 1979. Di fronte all'evidenza che alcune specie di balene erano minacciate di estinzione, l'IWC approvò l'istituzione di una moratoria alla baleneria commerciale a partire dal 1986: grazie ad essa la caccia legale alle balenottere boreali è stata vietata in tutto il mondo.
Alla fine degli anni '70, alcuni balenieri «di frodo» si stabilirono nel Nordatlantico orientale. Non vi sono invece prove dirette di caccia illegale nel Nordpacifico, anche i dati dei balenieri dell'Unione Sovietica non sono interamente disponibili.
Da quando la balenottera boreale è stata inclusa nella Lista Rossa della IUCN, nel 2000, è sempre stata classificata come «minacciata». Le popolazioni dell'emisfero boreale sono classificate nell'Appendice II della CITES, dato che non sono necessariamente minacciate di estinzione, ma potrebbero divenirle se non fossero protette. Quelle dell'emisfero australe, invece, sono comprese nell'Appendice I, il che vuol dire che si estingueranno se il commercio non verrà fermato.

### La caccia dopo la protezione
Dall'istituzione della moratoria alla baleneria commerciale, alcune balenottere boreali sono state catturate da balenieri islandesi e giapponesi nel corso dei programmi di ricerca scientifica dell'IWC. Gli islandesi effettuarono quattro anni di caccia scientifica, tra il 1986 e il 1989, catturando fino a 40 balenottere all'anno.
A questo scopo gli scienziati giapponesi uccidono circa 50 balenottere boreali all'anno. Le ricerche vengono condotte dall'Istituto di Ricerca sui Cetacei (ICR) di Tokyo, un'istituzione privata no-profit. L'obiettivo principale delle ricerche è determinare quale sia il nutrimento di questi animali e il livello di competizione tra balenottere e pescatori. Il Dr. Seiji Ohsumi, Direttore Generale dell'ICR, sostiene: «Si stima che le balenottere consumino dalle 3 alle 5 volte la quantità delle risorse marine utilizzate per il consumo umano; le nostre ricerche sulle balenottere stanno riportando le informazioni richieste per migliorare la gestione di tutte le nostre risorse marine». In seguito ha aggiunto che «... la balenottera boreale è la seconda specie di balena più numerosa del Nordpacifico occidentale, con una popolazione stimata di oltre 28.000 esemplari. Non è certamente minacciata».
I gruppi conservazionisti come il WWF mettono in discussione la necessità di queste ricerche, aggiungendo che le balenottere boreali si nutrono principalmente di calamari e plancton non pescati dall'uomo, e solo raramente di pesce. Essi ritengono che il programma sia «niente più di un progetto designato per rendere la caccia alla balena un'attività redditizia e un sistema per utilizzare le balene come capro espiatorio della sovrappesca causata dall'uomo». La qualità scientifica delle ricerche condotte sotto questo programma di caccia scientifica è stata criticata come molto scadente; nel congresso del 2001 della Commissione Scientifica dell'IWC 32 scienziati sottoscrissero un documento in cui era espresso che secondo loro il programma giapponese era privo del rigore scientifico e degli standard di revisione accademica largamente utilizzati in tutto il mondo scientifico.

## Stime della popolazione

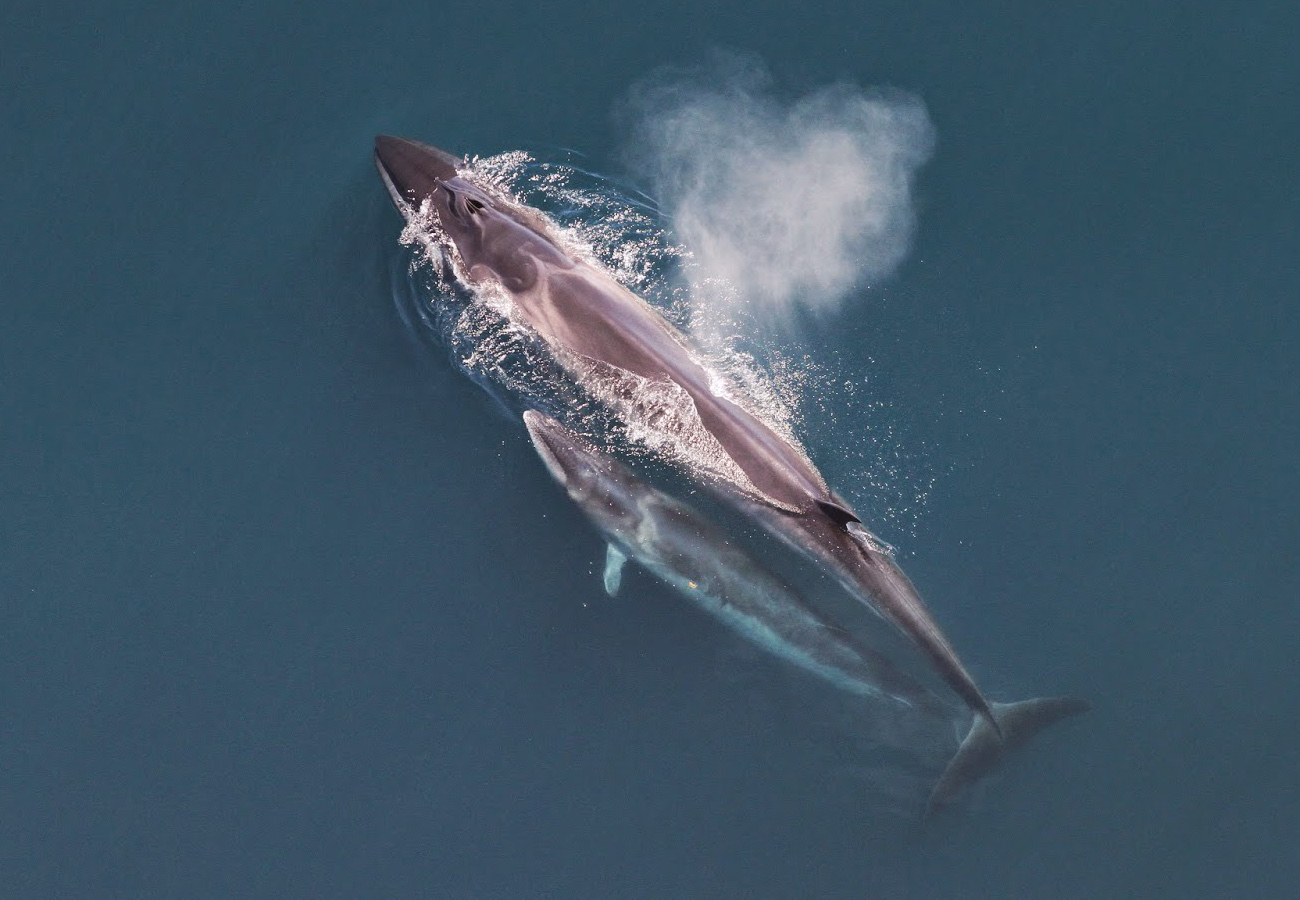
Femmina di balenottera boreale con il suo piccolo

L'attuale popolazione globale della balenottera boreale è stimata a soli 54.000 esemplari, circa un quinto di quella che era prima dell'era della caccia commerciale. Uno studio del 1991 effettuato nel Nordatlantico rese noto che in quell'area vi erano solamente 4000 balenottere. In questo studio venne utilizzato un comune metodo di misurazione, denominato «cattura per unità di sforzo», che tenta di trarre conclusioni sull'abbondanza di una determinata specie sulla base del tempo e degli sforzi necessari per localizzarla. Tuttavia questo metodo viene criticato dalla comunità scientifica e non è ritenuto un vero indice scientifico di abbondanza.
Tra gli anni '60 e i primi anni '70 questi animali divennero molto scarsi nelle acque al largo della Norvegia settentrionale, dove erano stati catturati in gran quantità tra la fine del diciannovesimo secolo e la seconda guerra mondiale. Una possibile spiegazione per questa scomparsa è che le balenottere fossero state sfruttate troppo intensamente, mentre un'altra spiegazione alternativa attribuisce questo calo ad una drastica riduzione dei banchi di copepodi nell'Atlantico nord-orientale alla fine degli anni '60, la quale avrebbe provocato un cambiamento nella distribuzione delle balenottere boreali. Dei sopralluoghi effettuati nello Stretto di Danimarca riscontrarono la presenza di 1290 balenottere nel 1987 e 1590 nel 1989. I livelli della popolazione presente al largo della Nuova Scozia si stima compresa tra i 1393 e i 2248 esemplari, con un minimo di 870.
Per quanto riguarda l'Oceano Pacifico, uno studio del 1977, basato sul numero di catture e sui dati CPUE, riscontrò la presenza di 9110 esemplari. Questo numero è messo in discussione e ritenuto sorpassato dai balenieri giapponesi, che nel 2002 hanno affermato che la popolazione di balenottere boreali nel Nordpacifico occidentale sia di oltre 28.000 esemplari, scenario non accettato dalla comunità scientifica. Nelle acque della California vi sono stati un solo avvistamento confermato e quattro avvistamenti probabili tra il 1991 e il 1993, ma nemmeno uno al largo dell'Oregon e del Washington. Prima della caccia commerciale si stima che vivessero nel Nordpacifico 42.000 balenottere boreali. A partire dalla fine del periodo di sfruttamento (1974) il numero di questi animali si è ridotto in questa zona ad un totale compreso tra i 7260 e i 12.620 esemplari.
Nell'emisfero australe, sulla base delle catture storiche e dei dati CPUE inerenti agli oceani meridionali, si ritiene che vivano tra le 9800 e le 12.000 balenottere. Sulla base dei censimenti effettuati tra il 1978 e il 1988, l'IWC riporta una cifra di 9718 esemplari. Prima della caccia commerciale si stima che vivessero nell'emisfero australe 65.000 balenottere boreali.